# Salima Mazari
Salima Mazari, née en 1980 en Iran, est une femme politique afghane, gouverneure du district de Charkint (en) de 2018 à 2021. Au moment de l'offensive des talibans de 2021, elle est l'une des trois seules femmes gouverneures de district en Afghanistan. Elle est aussi membre de la communauté hazara, principalement chiite, de longue date persécutée par les extrémistes sunnites talibans et l'organisation État islamique dans ce pays déchiré par les divisions ethniques et religieuses.

## Biographie
Mazari est née en Iran en 1980, après que sa famille a fui l'invasion soviétique de l'Afghanistan. Elle obtient un diplôme de l'université de Téhéran et travaille pour l'Organisation internationale pour les migrations, avant de retourner en Afghanistan. 

### Gouverneure du district de Charkint
En 2018, elle est nommée gouverneure du district de Charkint (en) dans la province de Balkh, encouragée à postuler par sa famille, et forte de son expérience et de ses qualifications, et déterminée à travailler pour les gens de son quartier. Elle renforce les forces de sécurité locales dans le contexte de guerre d'Afghanistan, et tente d'intéresser la population à la politique et aux affaires publiques en leur demandant régulièrement leur avis et leurs idées sur l'amélioration de la situation dans le district, dans un contexte où la très forte corruption crée une scission entre la population et les gouvernants. 
Peu après sa nomination, une équipe de l'UNICEF vient à sa rencontre dans son district, pour mettre en place des programmes de scolarisation, de lutte contre la mortalité infantile et contre les mariages précoces. 
En 2019, elle rencontre à l'occasion de la journée internationale de l'alphabétisation une délégation de la Mission d'assistance des Nations unies en Afghanistan dans la ville de Mazâr-e Charîf, ainsi qu'une quarantaine d'autres participants, dont des représentants des départements provinciaux de l'éducation et des affaires féminines, des universités et de la société civile. Salima Mazari préconise la recherche d'une stratégie cohérente et à long terme pour autonomiser les femmes et briser le cycle de la pauvreté et de la dépendance économique, déclarant :« Nous avons besoin d'une approche holistique pour changer la culture de notre société qui a un impact négatif sur les femmes ».

### Renversement et fuite en 2021
En août 2021, après le lancement l'offensive victorieuse des talibans, elle refuse de fuir comme l'ont fait plusieurs autres gouverneurs du pays, son district ayant opposé une forte résistance aux talibans. Jusqu'à l'effondrement de la République islamique d'Afghanistan après la chute de Kaboul, le sien était l'un des rares districts du pays à rester inoccupé par les talibans. Salima Mazari organise la résistance de son district en recrutant plus de 600 miliciens, appuyés par les forces de sécurité locales. Ces miliciens, agriculteurs, bergers, ou ouvriers vendent leurs bétails pour acheter des armes. Mais après plusieurs jours d'affrontement, face à l'écrasante supériorité militaire des talibans, Salima Mazari aurait félicité ses hommes, et leur aurait demandé de se retirer.
Après la victoire des talibans début septembre, qui prennent le contrôle de la totalité du pays après leur offensive victorieuse sur le Panchir, plusieurs médias évoquent avec inquiétude une possible capture de Salima Mazari par les insurgés islamistes. Sur le réseau social Twitter, une campagne de solidarité avec le hashtag « #FreeSalima » est lancée, certains internautes se demandant si elle est encore en vie. Mais des journalistes du Time Magazine rendant compte de la situation sur le terrain, révèlent le 14 septembre qu'elle a pu être exfiltrée par les Américains. Elle vit désormais dans une maison du Midwest des États-Unis. 